# ケイバブック

株式会社ケイバブックは滋賀県栗東市手原にある競馬新聞、ならびに競馬関連図書を製作、販売する会社である。『競馬ブック』『研究ニュース』『勝馬』の3つの競馬新聞を発行し、馬事関連を扱う出版社として国内最大の規模を誇る。
なお本稿では、『競馬ブック（当日版）』『週刊競馬ブック』『競馬四季報』およびその系譜に関わる事象を取り上げる。出自の違う『研究ニュース』『勝馬』の系譜に連なる事象についてはそれぞれの項目を参照されたい。

## 概要
1945年（昭和20年）9月、終戦とともに日本競馬会（現：日本中央競馬会）は競馬の再開に向けて動き出した。
関西での公認競馬は、戦前には京都競馬場と鳴尾競馬場の2カ所で行われていたが、このうち鳴尾は太平洋戦争中に軍の飛行場にされた上に空襲の被害を受け、戦後になっても占領軍に接収されたままで使えなくなり、移転予定だった逆瀬川（兵庫県良元村=現：宝塚市）でも占領軍の用地接収に遭って完成のメドが立たなくなった。このため競馬会は、まず京都1場だけでの競馬再開を目指すことにした。
1946年（昭和21年）10月17日、京都競馬場で戦後初の馬券発売を伴う公認競馬が行われた。この情報を伝える新聞として、戦前からあった『競馬ニホン』『前夜通信の出馬表』『競馬ニュース』『競馬フアン』が復刊。一方で『中島競馬號』が創業者の疎開によって大阪での発行をやめることになった。これと前後して当社創業者の松井淳（まつい・きよし）が京都府淀町に十美社の名前で印刷所を立ち上げた。そこへ日本競馬会職員の鎌田勝が近づき、松井に競馬専門紙への新規参入を持ちかける。こうして、十美社を発行所とする関西発の新規参入紙として1946年10月10日に創刊したのが、『競馬ブック』である。
当初は公認競馬が日曜しか行われなかったこともあり、競馬ブックは週刊だった。そこで十美社は1948年（昭和23年）、大阪住之江競輪場での競技開始をきっかけに競輪の専門紙も発行し、初期にはこちらが大きな収入源となった。その後、同社は法人化と前後して「株式会社松井総業」（初代）に社名を変更。競馬ブック（ケイバブック）はあくまでも同社が発行する定期刊行物の名称という形になった。
1971年（昭和46年）には東京の競馬研究社と提携して関東に本格進出。ほぼ同時期にケイシュウNEWS創業者である白井新平の子息白井透が現役馬の血統データを専門に扱う本を立ち上げようとしていたのを聞きつけ、新平や啓衆社などとともに支援し『競馬四季報』として具体化した。その後、競馬研究社が正式に傘下に入った時に「松井総業（2代）」となり、松井総業（初代）は「株式会社ケイバブック」に社名変更した。
2016年（平成28年）6月30日付で印刷部門子会社のMGプリンティングを、2017年12月24日に研究ニュースの発行元であった松井総業（2代）をそれぞれ吸収合併。さらに2020年（令和2年）8月、『勝馬』を発行していた東京の立馬株式会社から事業の譲渡を受けた。2021年（令和3年）2月、『競馬キンキ』を発行している園田印刷から事業の譲渡を受け、『競馬ブック園田・姫路版』を創刊した。

### 沿革
- 1946年（昭和21年） - 松井淳が京都府久世郡淀町[2]で十美社の名前で創業。『競馬ブック』創刊。当初は公認競馬の開催が日曜しかなかったため、週刊だった。
- 1958年（昭和33年）3月1日 - 『競馬ブック関西版』[8]が現在の形になる。
- 1962年（昭和37年）12月25日 - 法人化し有限会社十美社となる。
- 1968年（昭和43年） - 『週刊競馬ブック』創刊[9]。
- 1969年（昭和44年） - 近畿放送（現：KBS京都）テレビ開局。『競馬中継』立ち上げに参加、番組提供と解説者の派遣を始める。また、関西テレビも競馬中継をリニューアル、解説者の派遣を始める。
- 1970年（昭和45年） - 本社を大阪市（現：大阪支社社屋）に移転。
- 1971年（昭和46年）
  - 3月 - 栗東トレーニングセンターの本格稼働に伴い、編集支局設置。
  - 4月 - 北海道札幌市に自社工場完成、『競馬ブック道営版』創刊。
  - 9月 - 東京の競馬研究社と提携、『競馬ブック（中央・関東当日版）』『週刊競馬ブック（関東版）』創刊。
  - 10月10日 - 毎日放送（MBSラジオ）がレギュラーの競馬中継を再開。番組提供と解説者の派遣を始める[10]。
- 1972年（昭和47年）3月 - 『競馬四季報』創刊。
- 1974年（昭和49年） - 滋賀県栗太郡栗東町（現：栗東市）に現本社が完成し移転。
- 1978年（昭和53年） - 『競馬ブックばんえい版』創刊。
- 1979年（昭和54年）- 『別冊競馬四季報・関西版』創刊。
- 1985年（昭和60年） - 関東独立UHF局『中央競馬ワイド中継』『中央競馬ハイライト』立ち上げに参加、番組提供と解説者の派遣を始める。
- 1987年（昭和62年）- 『競馬ブックFAX新聞』創刊。
- 1989年（平成元年） - 東京都江東区毛利に東京支社社屋完成。
- 1994年（平成6年）10月 - 毎日放送とラジオ関西（CRK、当時はAM KOBE）の提携により『サタデー競馬』スタート。番組提供と解説者の派遣を始める。
- 1997年（平成9年） - NECインターチャネル（現：オーイズミ・アミュージオ）と共同で『競馬道Online』立ち上げ。
- 1999年（平成11年） - 『新FAX新聞』サービス開始。
- 2002年（平成14年）1月 - 『競馬四季報』関東版と関西版を統合。全国版として再創刊。
- 2008年（平成20年） - 松井総業（2代）が発行していた『競馬研究』を引き継ぐ形で、南関東公営版創刊。
- 2009年（平成21年）12月27日 - 『DREAM競馬』終了に伴いこの日の放送をもって関西テレビへの解説者派遣を中止。
- 2010年（平成22年）
  - 3月27日 - この日の放送をもってラジオ関西（『パーフェクト競馬』）の提供を降板、解説者の派遣を中止。
  - 3月28日 - この日の『競馬beat』放送をもって大坪元雄が勇退、同時に東海テレビへの解説者派遣を中止。また東京支社のスタッフが出演していたラジオNIKKEI『中央競馬実況中継』について、僚紙の競馬研究ともども提供を一旦降板。
  - 10月3日 - この日の新聞をもって中央版、関東・関西別々の発行を終了。
  - 10月9日 - 『競馬ブック東西全国版』発行開始。
  - 12月26日 - 『ワイド中継』『ハイライト』『KEIBAワンダーランド』終了。
- 2011年（平成23年）1月 - ワイド中継の後継番組『BSイレブン競馬中継』、および『KEIBAワンダーランド』の後継番組『うまDOKI』スタート、解説者の派遣を始める。
- 2012年（平成24年）10月6日 - 『競馬展望プラス』関西版がスタート、解説者の派遣を始める。
- 2013年（平成25年） - ラジオNIKKEI『中央競馬実況中継』へのCM出稿を再開。
- 2016年（平成28年） - 印刷部門子会社のMGプリンティングを吸収合併。
- 2017年（平成29年） - 『研究ニュース』を発行している松井総業（2代目）を吸収合併。
- 2018年（平成30年）12月28日 - この日の紙面をもって東京支社の看板評論家松本憲二が退職。
- 2019年（平成31年）3月 - 『競馬展望プラス』終了に伴い関東独立テレビ局制作番組への解説者派遣を中止（BSイレブン競馬中継の一部時間をそのまま放送する『JRA競馬中継』は除く）。
- 2020年（令和2年）
  - 8月29日 - 立馬株式会社から事業譲渡を受け、この日より『勝馬』（南関東版）の発行を開始。
  - 9月4日 - この日より『勝馬』（中央版）の発行を開始。
  - 9月13日 - 勝馬がラジオ日本（『競馬実況中継』）への解説者派遣を再開。
- 2021年（令和3年）2月9日 - 『競馬キンキ』版元の園田印刷から事業の譲渡を受け、この日より『競馬ブック』（園田・姫路版）発行を開始[11]。

## 主な出版物
- 『競馬ブック』（中央版は本社と東京支社、地方版は東京支社、大阪支社、北海道支社で編集）

競馬予想専門紙。中央競馬（JRA）ならびに一部地方競馬を取り扱う。なお社内では後述の『週刊競馬ブック』と区別するため、「当日版」と呼んでいる。
関東の主要競馬新聞では唯一、馬柱が横組みである。中央競馬は関東版・関西版・ローカル版を発行していたが、2010年10月9日開催分から関東版と関西版を統合し「東西全国版」に改め、東西主場全レースとローカルの特別競走を網羅した16頁立てとなる。ローカル版はこれまでどおり第3場の全レースと東西主場特別競走を収録。また、GI競走開催週には内容をGI競走関連のデータに絞った増刊号『GI最終資料編』が発売される（本社で編集）。
地方競馬では「ばんえい競馬版」（1978年認可）、「ホッカイドウ競馬版」、「南関東版」（2008年創刊）、「園田・姫路版」（2021年創刊）を発行する。このうちホッカイドウ、園田・姫路版は現地で唯一発行される専門紙である。なお、地方競馬版も横組みである。
- 『研究ニュース』（大阪支社と東京支社で編集。紙面上では「競馬ニュース社」の通称を使用）

旧：競馬研究では2008年3月まで南関東公営版も存在した。
- 『勝馬』（東京支社で編集、紙面上では「株式会社勝馬」と名乗る）

南関東版は2020年（令和2年）8月30日付、中央版は同年9月5日付より、それまでの発行元だった立馬株式会社から引き継いで発行。

以上の各新聞は、新聞の取り扱いがない地方・早期売り切れとなった店への対応として、競馬ブックprintというコンビニエンスストア用マルチコピー機を利用したオンライン新聞を発行し、開催前日午後から順次配信・販売（1部500円。勝馬は中京以西のものは特別〈重賞含む〉・最終レースの後半4レース（2場開催時は6レース）のみを収録。ただしGⅠ最終資料編は300円、南関東地方競馬〈ブック・勝馬のみ〉は550円）されている。
- 『週刊競馬ブック』（本社で編集）

競馬関連の情報を掲載した週刊誌である。1962年12月創刊、毎週月曜日発行。なお社内では当日版と区別するため、「週報」と呼んでいる。
- 『競馬四季報』（サラブレッド血統センターで編集）

競走馬の生涯成績一覧を扱う季刊誌である。詳細は後述。
- 『レーシングファイル』（休刊中）

中央競馬のレース成績一覧、『競馬四季報』の季刊別冊。

## 専門紙「競馬ブック」の紙面構成

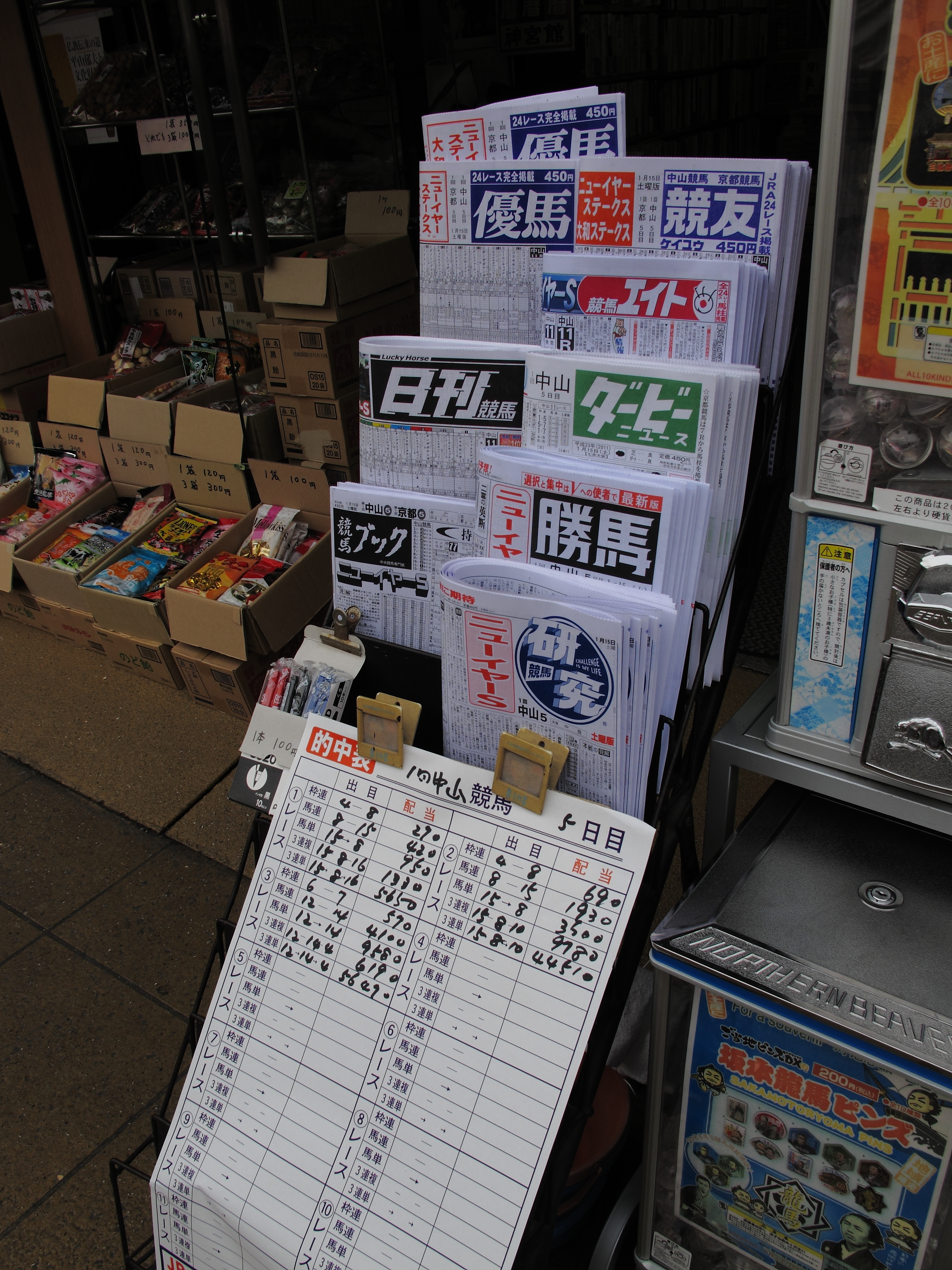
販売されている競馬ブック（左下）

以下は中央競馬・東西全国版を基本としているため、地方競馬版（特に「ばんえい競馬」版）は若干異なる部分がある。

### 本文
- 本誌の見解

当該レースに対する総評的な予想。本命馬その他の印を付けた馬について簡単な理由を付けて紹介。
- 厩舎コメント・ポイント

水曜日・木曜日の追いきりでの取材時点での厩舎コメントを紹介し、その直後に、競馬ブックスタッフが当該馬に対する見解を付ける。GIレースの当日版は馬番順に、その他のレースでは本誌印◎○▲二重三角△無印（無印馬は馬番順）にコメントが掲載される。ポイントはGIレースの当日版は枠ごとにまとめて記載される。馬名の前には、厩舎の自信度を◎（強気）○（普通）△（弱気）で文字では掴みづらい感触を記号で表している。
- 厩舎コメントからの買い目（特別競走のみ）

述の厩舎コメントからいい感触の馬を抜き出して紹介する。
- 朝駆けナマナマ情報（特別競走のみ）

新聞発行日（レース前日）の厩舎の直前の感触を紹介する。前述の厩舎コメントとの変化を、矢印記号で表現している。
- 直前変わり身診断（特別競走のみ）

新聞発行日（レース前日）の馬場運動の状況を紹介する。後述の調教データとの変化を、矢印記号で表現している。
- 調教

前走後今回の出走に至るまでの間の調教タイムを紹介している。また、今週の本追い切りで走ったコースでのベスト調教タイム、前走の本追い切りの調教タイム、前回2着以内に入ったときの調教タイムも併せて掲載しているので、それとの比較で今回の状態をはかることも可能。特別競走については、トラックマンのコメントが記載されている。
- 双眼鏡の独り言（特別競走のうち一部）

調教で特によかった馬を取り上げて紹介する。
- その他不定期に「展開の有利な馬不利な馬」「決め手に勝る馬」など、特注馬を最後に紹介することもある。

### レースごとのコラム

#### 本紙予想
馬連・馬単・3連複・3連単の本誌予想買い目を掲載。馬連・馬単は本紙予想トラックマンよりも多めに買い目を示している。3連複は1頭軸流し、2頭軸流し、ボックスのいずれか、3連単はフォーメーション予想。

#### 展開予想
- 一般競走

逃げ、先行、差し、追い込みに分類してその馬番を示し、ハイペース（H）、ミドルペース（M）、スローペース（S）になるかどうかの予想を記号で示すのみ。
- 特別競走

上記の他に3行ほど使って簡単な解説が付く。
- メインレース

コース図を使用し、10行ほどの解説が付く。解説にはたいてい、レース展開の鍵を握る馬（たいていは本命馬）がいつどこで動き出し、最後の直線ではどうなるかの予想は記載されているが、それによってどの馬が有利になるかは記載されないことが多い。
- 新馬戦

展開予想が出来ないので、その代わり、好仕上がり、初戦向きな馬を数頭ピックアップしている。
- トラックマンの買い目

馬単最大6点（折り返し含めれば最大12点）による予想。予想成績は翌週の『週刊競馬ブック』で決算される。
- この1頭血統から推す（特別競走のみ）

血統面で注目できる馬を1頭紹介する。関東版と関西版とでは基本的に同じ記事だが、GIレースの場合、このコラムのみが東西で異なる記事が掲載されている。
- スタッフ予想とコンピュータファクター分析

能力表に印を打っている以外のトラックマンの印、馬の総賞金額（本賞金+ステークスマネー）、道悪巧拙（ダート戦の場合はダート巧拙）・距離適性・コース適性・前走・調教・実績の評価、過去3走の中央競馬におけるスピード指数、これらの要素にレイティングなどを加味したコンピュータによるグラフ分析及び印・買い目が一まとめになった表。

### 管轄地域
ケイバブックは北海道、東京、名古屋、大阪、岡山、小倉の6支社を持ち、当日版のうち東西全国版は全国で取り扱っているが、ローカル版に関しては取扱がない地域もある。週報は栗東本社で編集し、印刷のみ各支社で行って全国へ出荷される。なお紙版の週報を定期購読または自社ネット通販で購入した読者には、管轄に関係なく大阪支社から発送される。
- 北海道支社 - 北海道
- 東京支社 - 関東甲信越地方、東北地方、静岡県（大井川以東）
- 名古屋支社 - 愛知県、岐阜県、三重県、富山県、石川県、静岡県（大井川以西）、福井県嶺北地方
- 大阪支社 - 近畿地方、福井県嶺南地方、鳥取県（直接取引がある取扱店のみ）
- 岡山支社 - 岡山県、広島県、島根県、四国地方、鳥取県（直接取引がない取扱店のみ）、山口県（岩国市など東部）
- 小倉支社 - 九州地方、山口県（下関市など西部）

2018年以降は、発売を終了したり、配送をレース当日へ変更する地域が出始めている。
- 東日本では、栃木県と群馬県は2018年に、茨城県は2018年と2019年に、山梨県は2019年にそれぞれ発売地域が縮小された他、東京都・神奈川県・千葉県・埼玉県の一部地域では、2019年2月から配送がレース前日からレース当日の朝刊便へ変更された[注 8]。さらに2019年7月の新潟・小倉開催から卸業者が取り扱いをやめることになったため静岡県東部・中部の大半のコンビニにおいて紙版（当日版・週報とも）の販売が競合他紙も含め一斉に終了した。

- 西日本では、奈良県と和歌山県は2019年2月から、コンビニエンスストアにおける発売が奈良市と和歌山市のみとなり、奈良市と和歌山市以外の奈良県と和歌山県の市町村ではJRや私鉄の売店における発売のみとなった[22]。
- 紙版の発売を終了した地域では、当日版はコンビニプリントサービスか電子版、週報は定期購読ないし予約注文による宅配または電子版で購入することができる。なお週報は定期刊行物コードを取得しているが、多くの地域で当日版と同じ流通ルートで納品されており、一般的な雑誌の流通ルートにはあまり乗らないため、競合のGallopと異なりAmazon.co.jpなど自社以外のネット通販では購入できない[注 9]。

2020年9月にグループ入りした勝馬については、当分の間、旧：立馬社が築いた体制を変えない方針とされ、引き続き競合の日刊競馬の関連会社三平印刷所で印刷される。

## 週刊競馬ブック

### 概要
原則として毎週月曜日発売（但し、平日に中央競馬開催がある場合=台風などの天災で代替競馬が開催された場合、またはハッピーマンデー開催などは、その翌日）。2018年10月9日より電子版の発売が開始された。2019年1月をもって、奈良県全域と和歌山県全域における発売を終了した。
電話・インターネット投票の全国全レース発売の本格化に伴う全国統合版になる前は、関東版（表紙題字カラーが青色）と関西版（同赤。現在の全国版もこの色）があった。

### 内容
- 当該週に予定されている重賞・特別競走・ダートグレード競走出走予定馬の馬柱と展望記事（ダートグレード競走は一部地方競馬専門新聞社の予想がある）
- コラム・エッセイ等
  - 『八方破れ』（かなざわいっせい）
  - 『理想と妄想』（乗峯栄一）
  - 『マイクでごめん』（毎日放送→MBSラジオアナウンサーが交代で執筆）
  - 『一筆啓上』（競馬マスコミ関係者によるコラム）
  - 『競馬ことのは』（島田明宏）
  - 『競馬Naviトーク』（KBS京都『KEIBAワンダーランド』→『うまDOKI』をはじめ、グリーンチャンネル、MBSラジオ『GOGO競馬サンデー!』、BS11『BSイレブン競馬中継』といった競馬ブック協賛放送番組出演者のリレーコラム）
  - 『おもひでの名勝負』（不定期）
  - 『小島友実の好奇心keiba』（小島友実、不定期）
  - 他、競馬ライター芦谷有香、平松さとし、ハイランド真理子らによる競馬コラムや競馬関係者インタビュー等（不定期）
- ニュース記事
  - 『海外競馬ニュース WEEKLY WORLD RACING』（サラブレッドインフォメーションシステム）
  - 『日高通信365』（平尾守）
  - 『地方競馬ウイークリー』（竹内康光監修）
  - 『ニュースぷらざ』
  - 『合同フリーハンデ』（山野浩一、1月下旬〜2月にかけての集中連載）
- 各種データ等
  - カラー写真記事（重賞フォトパドック、前週の特別レース回顧）
  - 前週のレース成績一覧（中央競馬の全レースおよび地方競馬の一部レース）
  - 前週の種牡馬別勝馬一覧
  - リーディング・トレーナー&ジョッキー
  - リーディング・サイヤー
  - 条件別分類表（現役競走馬と出走条件一覧、一部割愛の場合あり）
  - レコード表（各競馬場のレコードタイム一覧、不定期掲載）
  - 競馬用語辞典（不定期掲載）

### かつての連載
以前は「週刊競馬ブック」にも関東版・関西版があり、巻末に新聞縮刷版が掲載されていたが、全国版になったときにファクシミリ新聞サービスが普及したこともあり縮刷版の掲載は廃止された。
- 『競走馬の心技体』（楠瀬良、平賀敦、青木修によるリレーコラム、2011年1月23日号にて終了）
- 『青芝フックのやじ馬でどないじゃ!』
- 『それからの中央のスター達』（例年1〜3月頃限定の連載。執筆者は、各地の地方競馬専門紙担当記者）
- 『小林皓正の競馬ワンダーランド』
- 『マイクエッセー 競馬つれづれ帳』（長岡一也のコラム、2006年まで）
- 『こちらラジオNIKKEI実況席』（ラジオNIKKEIの競馬担当アナウンサーが交代で執筆）

### かつてのできごと
- 2007年8月20日発売「8月25・26日号」は発行準備中に馬インフルエンザによる前週の緊急判断による中止[25]、当競馬の開催可否[26]の決裁待ちから発売を取り止めた（のちに開催決定[27]）。なお、ライバルの週刊Gallopはページ数こそ削減されたが通常発行されている。
- 2011年3月14日発売「3月19・20日号」は東日本大震災による競馬開催中止[28]と、今後の開催日程も未定であることなどからやはり発売中止となった。この際はGallopも休刊している。
- 2018年9月10日発売「9月15・16・17日号」は北海道胆振東部地震により北海道内の定期購読者への配送が中止となった[29]。北海道内の定期購読者への救済処置として、「9月15・16・17日号」を電子版で無料配信した[30]。
- 2023年12月28日号（ホープフルステークス）については、編集スケジュールの都合により、紙の雑誌は休刊、電子版のみの無料公開とし、連載読み物などは休載、当該日特別競走出走馬のレースデータなど必要最低限のものに留めた。但し、ホープフルステークスの登録馬リストは当該GI開催1週前に掲載される特別登録リストとして12月23-24日号（有馬記念、阪神カップ、中山大障害）に掲載され、紙版はそれで代替することはできた（事実上合併号。なお週刊Gallopはこの時も通常通り紙版を発行している）。

## 競馬四季報
競馬四季報はケイシュウNEWS創業者白井新平の三男・白井透が中心となって、1972年（昭和47年）、関東版から創刊。8年後の1980年（昭和55年）に『関西競馬四季報』の基となる『別冊競馬四季報・関西版』がスタートした。どちらも白井が東京都新宿区に設立した「サラブレッド血統センター」を版元として発行を始めた。
関西版は創刊号の編集後記に「当分は年1回発行の予定です」と記載されていた。その後春・秋の年2回発行される事実上「二季報」になり、名実ともに四季報となった1984年（昭和59年）から版元がケイバブック本体に変更された。
関東版は美浦所属馬中心、関西四季報は栗東所属馬中心にそれぞれの登録全競走馬の血統・競走成績を大挙収録するとともに、競馬に関する様々な写真グラフィックによる特集も収録されていた。毎年夏号にはペーパーオーナーゲームの参加者が募集される。春号には馬主向けの情報誌「スタリオンレヴュー」（非売）の最新年度版を希望読者（オンライン注文の場合は全員）に贈呈するキャンペーンもある。
1989年（平成元年）に現在のケイバブック東京支社社屋が完成した際、サラブレッド血統センターの事務所は近隣のマンションの一室に移転した。その後白井はサラブレッド血統センターをケイバブックに売却し、1995年（平成7年）冬号から関東版も「発行・サラブレッド血統センター、発売・ケイバブック」に統一されたが、引き続き関東・関西の2分冊の形式（題名は「競馬四季報・関東版or関西版」）であった。21世紀になって全国の中央競馬全レースの馬券が購入できるようになったことや、地方競馬との交流レースが増えたことなどから2001年冬号以後「全国版」として1冊にまとめられている。
2022年に、前身となる関東版創刊から数えて50周年を迎え、グリーンチャンネルに於いて同年1月19日の「水曜馬スペ!」で記念特別番組『想い〜競馬四季報が刻んだ日本競馬の50年』（司会：宮川一朗太、出演：井崎脩五郎、三遊亭五九楽、武豊など）が放送される。

### 発売される時期と主に取り上げる特集のテーマ
- 冬号 1月下旬 特集：主に前年度秋季GI競走の名場面集
- 春号 3月下旬 特集：目前に迫ったクラシック競走出走を目指す3歳馬の参考レースの特集
- 夏号 6月下旬 特集：主に当年度春季GI競走の名場面集
- 秋号 9月下旬 特集：フレッシュマンサイヤーズ 当年度デビューの新種牡馬、繁殖牝馬とその産駒についての特集

## 主な所属トラックマン
調教・厩舎・編集の配属については、週報「トラックマンが推す今週の狙い馬」掲載文に準拠した。

### 中央競馬・関西（本社・大阪支社）
- 青木慶子 - 制作・SNS運用担当。2024年1月よりYoutube『TMトーク』司会に就任。
- 青木行雄 - 調教取材担当。BS11『BSイレブン競馬中継』（土曜・西日本主場パドック解説）、MBSラジオ『GOGO競馬サンデー!』（メイン解説）に出演。ラジオNIKKEI『中央競馬実況中継』（『北海道シリーズコーナー』）を歴任。
- 石井健太郎 - 厩舎取材担当。2021年4月4日より『GOGO競馬』準レギュラー解説者、2023年12月から三浦の後任でCBCラジオ『CBCラジオ制作GOGO競馬サンデー』に着任。グリーンチャンネル『トラックマンTV』を歴任。
- 海士部彰 - BSイレブン競馬中継（土曜・阪神開催パドック解説）、またラジオ関西『パーフェクト競馬』を歴任。
- 井上政行 - 厩舎取材担当。『パーフェクト競馬』、テレビ愛知『土曜競馬中継』→『KEIBAワンダーランド』、『CBC制作みんなの競馬』を歴任。
- 内炭亨 - 内炭重夫の長男。
- 坂井直樹 - 調教取材担当。グリーンチャンネル『中央競馬全レース中継』（西日本第三場パドック解説）、ラジオNIKKEI『中央競馬実況中継』（第2放送・土日とも午前メイン解説、第三場メインレース展望）に出演。「競馬展望プラス」（関西版・第2週）を歴任。
- 西村敬（にしむら・けい） - 調教取材担当。2021年4月3日よりKBS京都『うまDOKI』実況席およびパドック解説に着任。『GOGO競馬』準レギュラー解説者[注 10]。「競馬展望プラス」（『関西版』）第3週を歴任。
- 丹羽崇彰 - 調教取材、北海道開催本紙予想担当。2021年4月4日より『GOGO競馬』準レギュラー解説者。2022年2月4日よりラジオNIKKEI（第2放送：土曜午前・日曜午後メイン解説、土曜午後パドック解説）に着任。
- 橋本篤史（はしもと・あつふみ） - 調教取材担当。井尻恵三の後任で北海道文化放送『KEIBAプレミア』・グリーンチャンネル『全レース中継』北海道開催パドック解説。
- 広瀬健太 - 厩舎取材担当。2023年4月2日放送より『GOGO競馬』準レギュラー解説者。2024年1月7日よりラジオNIKKEI（第2放送・日曜午後メイン解説）に着任。
- 三浦幸太郎 - 編集担当。『CBCラジオ制作GOGO競馬サンデー』を歴任。
- 牟田雅直 - 調教取材担当。『うまDOKI』スタジオ解説者、「競馬展望プラス」（関西版・第4週）を歴任。
- 村上和巳 - 編集担当。『みんなの競馬』→『GOGO競馬』を歴任。
- 米満浩生（よねみつ・ひろいき） - ラジオNIKKEI（第2放送・土日とも午前メイン解説）、『全レース中継』（中京・小倉開催パドック解説）に出演。テレビ西日本『DREAM競馬』、テレビ愛知『土曜競馬中継』などを歴任。

### 中央競馬・関東（東京支社）
- 赤塚俊彦 - 厩舎取材担当。2019年（令和元年）5月11日よりラジオNIKKEI（第1放送：土日とも午前月替わり正面解説・午後日替わりパドック解説）に着任。2020年（令和2年）7月25日よりテレビ北海道『サマー競馬NEXT』に着任（勝馬の金子裕次郎と分担）。『競馬展望プラス』（関東版）第2・4週を歴任。
- 安中貴史（あんなか・たかし） - 調教取材担当。2019年6月1日よりラジオNIKKEI（第1放送：土日とも午前月替わり正面解説・午後日替わりパドック解説）、2023年12月24日より『GOGO競馬』関東GIレース実況席解説[注 11]に着任。『競馬展望プラス』（関東版）第2・4週を歴任。
- 唐島有輝 - 調教取材担当。2021年（令和3年）1月9日よりラジオNIKKEI（第1放送・土日とも午後日替わり）パドック解説に着任。
- 田村明宏 - 厩舎取材、東日本主場本紙予想担当（林・吉岡と分担）。『GOGO競馬』関東GIレース実況席解説（2023年から安中と分担）。2019年4月20日よりラジオNIKKEI解説に着任。
- 長島広幸 - 「競馬展望プラス」（『関東版』）第2・4週を歴任。
- 林茂徳 - 厩舎取材、東日本主場本紙予想担当（田村・吉岡と分担）。ラジオNIKKEI第1放送には2019年3月23日放送から復帰。2024年3月9日よりBS11『うまナビ!イレブン』（中山開催時第1・3週）に着任。『全レース中継』（中山・東京開催パドック解説）、『トラックマンTV』にも出演。
- 松本智志 - 松本憲二の長男。調教取材、東日本従場本紙予想担当。2019年2月23日放送よりラジオNIKKEI解説に着任。
- 山下健 - 編集担当。「競馬展望プラス」（『関東版』）第2・4週を歴任。
- 吉岡哲哉 - 東日本主場本紙予想担当（田村・林と分担）、東京支社看板評論家。BSイレブン競馬中継（第2・4日曜、関東主場パドック解説）、『全レース中継』『結果分析2』に出演。ラジオNIKKEI第1放送には2019年1月5日放送から復帰。また『ワイド中継』（土曜）、MBS『みんなの競馬』関東GIレース担当、『うまナビ!イレブン』（中山開催時第1・3週）を歴任。
- 吉田幹太 - 調教取材担当。グリーンチャンネルパドック解説者。ラジオNIKKEI第1放送には2019年1月26日放送から復帰。

### ホッカイドウ競馬（北海道支社）
- 高倉克己
- 対馬大樹
- 古川燎 - 2022年1月12日 - 2月末まで大阪支社応援（園田調教班を期間限定で担当）[33]

### ばんえい競馬（北海道支社）
- 生駒有輝夫 - 2001年入社。
- 稲本智子 - 2007年入社。本社で編集を担当後にばんえい班へ異動。
- 木本利元 - 2008年、『ホースニュース・馬』札幌支社（ばんえい版）より移籍。スカパー・地方競馬ナイン、ニコニコ生放送『ばんスタ』解説者。
- 定政紀宏 - 本紙予想。『ばんスタ』解説も担当。

### 南関東公営競馬（東京支社）
- 大木尚文 - 『かみのやま競馬ニュース』→競馬研究（南関東版）を経て、創刊と同時に移籍。TOKYO MX『東京シティ競馬中継』などを歴任。
- 金子正彦 - 元川崎競馬騎手。2017年（平成29年）、中川との結婚を機に騎手を引退し入社。
- 竹内康光 - ホースニュース・馬（中央・関東版）→ケイシュウNEWS（中央版）→競馬研究（南関東版）を経て、2008年の創刊と同時に移籍。
- 中川明美 - 2008年の創刊直前に倒産した『ホースニュース・馬』（南関東版）より移籍。大井競馬本場担当。
- 八重樫英貴 - 2020年ケイシュウNEWSより移籍。BS11『ダートグレード競走中継』、スカパー・南関東地方競馬チャンネル『南関東地方競馬中継』（船橋・浦和）解説者を歴任。ジョーカー八重樫の名で予想サイトを開設。
- 渡辺敬一 - サラブレッド血統センター→ケイシュウNEWS（南関東版）を経て2012年に移籍。船橋競馬場・大井競馬小林分場担当。BS11『ダートグレード競走中継』、グリーンチャンネル『地方競馬中継』、南関東地方競馬中継（船橋）、ラジオNIKKEI『船橋ケイバ中継』を歴任。

### 園田・姫路競馬（大阪支社）
特記のない全トラックマンが競馬キンキから移籍。本紙担当者はブック移行直後はクラス毎に異なる担当者を置いていたが、その後の入れ替わりにより各TMの印を総合的に判断した物に変更され、2022年現在ではどのTMの印とも完全に一致しないレースが多い。なお、編集担当TM2名の印は競馬キンキ（園田ニュース）時代から引き続き園田・姫路競馬場公式サイトにて提供される「競馬ブックサービス版 」のみに掲載され、新聞紙面や電子版での表記はない。
- 北防敦（園田取材） - チーフトラックマン
- 伊藤孝平（園田取材・調教） - 競馬キンキ休刊を以て一時退社していたが、中村龍海の退職に伴い2021年10月よりトラックマンに復帰
- 針山大樹（園田取材・調教）
- 中司匡洋（西脇取材）
- 松原秀隆（西脇取材）
- 宮垣優（西脇調教）
- 戸原学（編集）
- 西依龍宏（編集）

### 馬産地・海外競馬（サラブレッド血統センター）
- 成田幸穂 - グリーンチャンネル・ラジオNIKKEIで海外GIレース放送時にゲスト解説、ラジオNIKKEIでは展望も行う。当日版（南関東）・研究ニュース（関東版）『血統アカデミー』、週報『海外競馬ニュース』担当、他不定期にスポーツ新聞各紙に寄稿[35]。
- 平尾守 - 北海道新ひだか町（旧：静内町）常駐。週報『日高通信365』担当。

## 過去に在籍した主な人物

### 中央競馬・関西
- 井尻恵三 - 元北海道開催版本紙予想担当。北海道文化放送『ドラマチック競馬』・三重テレビ『土曜ワイドスペシャル競馬中継』・TVQ『土曜小倉競馬』解説者を歴任。
- 内炭重夫 - 元編集長・副社長。KBS京都『競馬中継』などを歴任。2006年死去。
- 大坪元雄 - 1968年（昭和43年）ホースニュース・馬（中央・関西版）から移籍。ラジオNIKKEI『中央競馬実況中継』（第2放送・土曜）、カンテレ『DREAM競馬』などを歴任。2010年11月限りで退職。
- 川田英太（かわだ・ひでた） - BSイレブン（土曜・阪神開催パドック解説）、MBS『みんなの競馬』を歴任。2012年12月限りで退職。
- 小原靖博 - 1993年（平成5年）入社。岩田康誠・望来親子、川田将雅、今村聖奈など多くのトップジョッキーの騎乗依頼仲介者を務める。2012年（平成24年）、仲介者の業務に専念するため早期退職。
- 坂本日出男 - 元編集局長。MBS『日曜競馬』→『みんなの競馬』などを歴任。
- 長岡利幸 - 『KEIBAワンダーランド』（土曜）→『うまDOKI』実況席およびパドック解説担当。2021年3月27日の放送をもって『うまDOKI』を勇退。
- 中西勉 - ラジオNIKKEI（第2放送・土曜）、MBS『日曜競馬』→『みんなの競馬』に出演。2005年5月11日死去。
- 中野秀幸 - 元「西日本主場版」本紙予想担当。KBS京都『競馬中継』→『KEIBAワンダーランド』（土曜）を歴任。
- 藤井嘉夫 - 元「西日本主場版」本紙予想担当。『KEIBAワンダーランド』（日曜）、ラジオNIKKEI第2放送を歴任。2011年7月24日付で定年退職。
- 松本晴夫 - ラジオNIKKEI（第2放送・土曜）、BSイレブン（土曜・京都開催パドック解説）を歴任。2013年に定年退職。
- 山田一雄 - KBS京都『競馬中継』、『MBS日曜競馬』→『みんなの競馬』を歴任。2005年に定年退職、2016年1月28日死去。
- 山田理子（やまだ・のりこ） - 『うまDOKI』に不定期出演。「競馬展望プラス」（『関西版』）第1週を歴任。2021年3月28日付東西全国版限りで早期退職。

### 中央競馬・関東
- 小宮均 - 北海道文化放送『競馬中継』→『ドラマチック競馬』、テレビ北海道『サマー競馬』、BSN新潟放送『ワンダフル競馬』などを歴任。2008年死去。
- 松本憲二 - 宮城の後任で東日本主場本紙予想担当。ラジオ関東『競馬実況中継』、ラジオNIKKEI第1放送『中央競馬実況中継』、関東独立U局『中央競馬ワイド中継』解説者を歴任。2018年12月28日付紙面限りで退職。
- 宮城昌康 - 料理研究家岸朝子の実弟でJRA調教師・元騎手中舘英二の岳父。中央競馬「関東版」創刊直後に本紙予想を務めるが失踪。数年後、大橋巨泉の手引きで競馬界に復帰しニッポン放送『競馬ニッポン』に出演。1989年（平成元年）死去。

### 園田・姫路競馬（大阪支社）
- 中村龍海 - 〜2021年9月、退社時点でB級以上及び2・3歳戦本紙担当
- 川口将平 - 〜2022年1月
- 岡崎翔 - 『競馬ニホン』→『大阪スポーツ』から移籍

### サラブレッド血統センター
- 白井透 - ケイシュウNEWSの創業者である白井新平の三男で、『競馬四季報』初代編集長。

## 競馬ブック on Line
近年ではインターネットによる有料情報配信にも力を入れている。いずれも会員登録が必要。
パソコン
- 競馬ブックweb
- 競馬ブックwebライト
- 競馬ブックネットclub

携帯電話ネットサービス
- iモード（NTTドコモ）
- EZWeb（au by KDDI）
- Yahoo!ケータイ（ソフトバンクモバイル）

## 放送系メディアとの関係
レース前日の専門紙がまだ西日本のみの発売だった1960年代から、競馬ブックはテレビ・ラジオの競馬中継番組に積極的に出稿し、解説者を派遣してきた。特にKBS京都では、1969年（昭和44年）のテレビ開局以来取引を続けている（『競馬中継』→『KEIBAワンダーランド』→『うまDOKI』）。カンテレ（『競馬中継』→『エキサイティング競馬』→『DREAM競馬』）でも同年のリニューアルを機に解説者の派遣を始め、40年近く継続した。ラジオでは毎日放送（MBSラジオ）がレギュラー放送を再開した1971年（昭和46年）から長く出稿と解説者派遣を継続する。1970年代以後は東日本のレースを取り扱う番組にも出稿を行っている。

### コマーシャル
- 「科学とフィーリングで捕らえた競馬ブック…」（ナレーター：若山弦蔵）と調教フィルムの映像と紙面に掲載された調教タイム記事をフレームインさせたもの
- 栗東トレーニングセンターでの調教を取材するトラックマン（バックで流れるCMソングの作詞・作曲・歌はみなみらんぼう。レコード・CD化はされていない。このCMソングは、近年まで同社発行の『競馬四季報』のCM[注 12]にも使用されていた）
- トレーニングセンターでの併せ馬とレース映像を絡ませて「父が走りぬいた距離を、母が駆け上った坂を、勝利を目指して君が走る…。週末のロマンは月曜日に始まります」と週刊誌のPRをするもの（ナレーター：城達也→小野田英一。このCMで使用している曲のタイトルは「Weekend Romance」（歌：Chuck Wansley[注 13]）で、現在でも競馬ブックのサイトで聴くことが可能）
- トウカイテイオーの雄姿を写しつつ「ゴールが見えてくる専門誌」をPRするもの
- 松原のぶえの歌をバックにして過去の名勝負とその新聞を映し出し、「8ページ（後12ページ）の長編ロマン ゴールが見えてくる専門誌」とPRするもの
- 携帯電話をイメージしたグラフィックを使った「競馬ブックオンライン」のPR

2010年までは関東の独立局の『中央競馬ワイド中継』でも放送されていた。

### 競馬中継番組における関係の変化
関西を拠点としていることもあり、かつては、KBS京都以外でも関西以西のテレビ・ラジオ競馬中継において、競馬ブックの影響力は絶大であり、解説者は競馬ブックトラックマンでほぼ占められていたが、2000年代に入ってこの状況が変化していった。2010年前後の一時期は地上波テレビ・ラジオ中継では競馬ブックトラックマンの解説者起用が減少傾向にあったが、2010年代前半以降、徐々に復活しつつある。
ラジオ関西（AM KOBE→CRK）・MBSラジオの競馬中継（『毎日放送土曜競馬』→『サタデー競馬』→『パーフェクト競馬』→『GOGO競馬サタデー!』と、『日曜競馬』→『みんなの競馬』→『GOGO競馬サンデー!』）にも長年協賛、解説者を派遣してきたが、看板評論家だった山田一雄の勇退や中西勉の死去が重なった2005年（平成17年）以降、後継者がなかなか育たなかった事情もあり関係が縮小。ラジオ関西については2009年度（2010年3月27日）の放送を最後に撤退し、解説者の派遣も中止された。このためCRKは親会社の神戸新聞社が発行する『デイリースポーツ』『デイリー馬三郎』から解説者を受け入れ、引き続きMBSに制作を委託して継続する道を選んだ。
同じ西日本地区では中京広域圏を放送対象とするCBCラジオでも土曜日のメインレース中継を単独で提供していたが、2012年3月31日限りでスポンサーを降板。こちらはJRAに引き継がれず放送を終了した。
また、ラジオNIKKEIの『中央競馬実況中継』は、東京支社が担当する第1放送が同じケイバブックグループの『競馬研究』（現：『研究ニュース』関東版）共々2009年度（2010年3月28日）の放送を最後に一度は出稿取りやめ、本社担当の第2放送は大坪元雄の勇退もあり解説者派遣中止となった。第一放送日曜午後担当の松本憲二は引き続き出演したが、若手や中堅クラスは『中央競馬ワイド中継』やグリーンチャンネルなど他局・他番組に転出していった。しかし2013年（平成25年）から第一放送に限ってCM出稿が再開され、2019年（平成31年）からは松本の引退に伴い東京支社の中堅トラックマンが開催ごとに交代で出演。さらに2021年（令和3年）からは競合の日刊競馬が解説者派遣を縮小したため、東京支社のトラックマン6名が交替で後継を引き受けており、2010年以前と比べむしろ強化されたといえる。
日曜日の各場メインレースを放送するフジテレビ系列の競馬中継でも、大坪を長年メイン解説者に起用していたカンテレおよびテレビ西日本制作の放送において、近年は解説者が同じフジサンケイグループの産経新聞社が発行する競馬エイト所属のトラックマンに切り替えられるようになった。現在、フジテレビ系列の競馬中継において、競馬ブックトラックマンが出演するのは、北海道文化放送制作の『ドラマチック競馬』→『KEIBAプレミア』に橋本篤史（2012年より）が出演するのみに留まっている。そのため、現在地上波テレビ全国中継に登場する競馬ブックトラックマンは橋本ただ一人となった。
一方、放送系メディアでは最大の取引先であるKBS京都も2010年で長時間放送を取りやめ、日曜日の中継からは撤退した。この際に土曜日深夜の『競馬展望』は提供を降板、解説者の派遣も中止している。JRAは関東の『ワイド中継』『中央競馬ハイライト』も含めた東西独立U局の競馬関連番組をBSデジタル放送による全国一斉放送に移行させるため、BS11と組んで『BSイレブン競馬中継』『うまナビ!イレブン』を立ち上げさせ、ここにケイバブック本社と東京支社から計3名がパドックやレース展望などの解説者として参加することとなった。
KBS京都の放送は、テレビ東京・BSテレ東『ウイニング競馬』との兼ね合いにより土曜日15時台のみ放送の『うまDOKI』に移行することになり、ケイバブック本社のトラックマンが引き続き出演する。一方、『ハイライト』（土曜）、『競馬展望』の後継として2012年から開始した『競馬展望プラス』において、関西版には本社のトラックマン4名が週替わり、関東版には東京支社の若手トラックマン3名が出演していたが、こちらは2019年4月改編で『うまナビ!イレブン』に事実上統合する形で終了。これにより『ワイド中継』『ハイライト』以来35年間続いてきた関東独立U局制作番組への解説者派遣が中止となった。
2020年9月13日の中山開催から、勝馬のグループ入りに伴いラジオ日本（『日曜競馬実況中継』）への解説者派遣が前経営陣の時代以来14年ぶりに再開された。ケイバブックグループとしては、『ワイド中継』立ち上げ以来、35年ぶりにラジオ日本との関係が復活した。